# پرستار (فیلم ۱۹۶۹)
«پرستار» (انگلیسی: Nurse (film)) یک فیلم است که در سال ۱۹۶۹ منتشر شد.